# Habib Mohamed
Habib Mullah Muhammad (Tamale, 1983. december 10. –) ghánai válogatott labdarúgó, aki jelenleg a Talaba SC játékosa.

## Sikerei, díjai
- Legjobb ghánai védő: 2004